# Staind (album)
Albums de Staind
The Illusion of Progress
(2008) Live from Mohegan Sun
(2012)
Singles
1. Not Again
Sortie : 19 juillet 2011
2. Eyes Wide Open
Sortie : 29 novembre 2011

Staind est le septième album, éponyme, par le groupe de métal alternatif Staind, paru le 13 septembre 2011. L'album marque le retour de Staind au son lourd qui prédominait dans les albums précédents. C'est aussi le dernier album de Staind auquel a participé le batteur cofondateur, Jon Wysocki, à cause de son départ du groupe après l'enregistrement en mai 2011.

## Liste des chansons
Toutes les paroles sont écrites par Aaron Lewis, toute la musique est composée par Staind.
| No  | Titre                   | Durée |
| --- | ----------------------- | ----- |
| 1.  | Eyes Wide Open          | 3:29  |
| 2.  | Not Again               | 4:35  |
| 3.  | Failing                 | 5:26  |
| 4.  | Wannabe                 | 3:49  |
| 5.  | Throw it All Away       | 4:24  |
| 6.  | Take a Breath           | 3:56  |
| 7.  | The Bottom              | 4:15  |
| 8.  | Now                     | 3:45  |
| 9.  | Paper Wings             | 4:24  |
| 10. | Something To Remind You | 4:07  |